# Cinquanta-quatre
El cinquanta-quatre és un nombre natural que segueix el cinquanta-tres i precedeix el cinquanta-cinc. S'escriu 54, 五十四 o LIV segons el sistema de numeració emprat.
Ocurrències del cinquanta-quatre:
- Designa l'any 54 i el 54 aC
- És el prefix telefònic internacional de l'Argentina
- És el número administratiu corresponent al departament francès de Meurthe i Mosel·la.
- El nombre atòmic del xenó.
- Nombre de cartes de la baralla francesa (inclosos els dos jòquers).